# Hui (Sprache)

Geographische Verbreitung der chinesischen Sprachen

Hui (chinesisch 徽, Pinyin Huī), Huiyu (徽語 / 徽语,  Huīyǔ) oder Huizhouhua (徽州話 / 徽州话,  Huīzhōuhuà) zählt zu den chinesischen Sprachen. Die genaue Zuordnung zu einer Unterfamilie der sinitischen Sprachen ist umstritten. Einige klassifizieren Hui als Dialekt des Wu, andere ordnen es dem Gan zu, während es bisweilen auch als unabhängiger Zweig der sinitischen Sprachen angesehen wird. Die Sprache hat keinen Bezug zur ethnischen Gruppe der Hui (回,  Huí).
Hui wird im Vergleich zu anderen chinesischen Dialekten in einem verhältnismäßig kleinen geografischen Gebiet gesprochen: In der Umgebung eines früheren Verwaltungsbezirks der Provinz Anhui namens Huizhou (徽州府), nach dem es benannt ist, sowie in einigen weiteren Gegenden im südlichen Anhui und einigen Gebieten in den Nachbarprovinzen Zhejiang und Jiangxi. Trotz einer relativ geringen Zahl von Sprechern finden sich im Hui zahlreiche Varianten. Beinahe jeder Kreis, in dem Hui gesprochen wird, hat einen eigenen Dialekt, der für jemanden, der nur wenige Orte weit entfernt wohnt, nur schwer zu verstehen ist. Aus diesem Grund sind heute die meisten Sprecher des Hui zwei- oder mehrsprachig.
Wie bei zahlreichen anderen Varianten der chinesischen Sprachen, ist auch im Fall des Hui umstritten, ob es sich um eine eigenständige Sprache oder einen Dialekt handelt.

## Dialekte
Hui lässt sich seinerseits in fünf Dialekte unterteilen:
- Jixi-Shexian (绩溪-歙县), gesprochen im früheren Bezirk Huizhou (徽州府), den Kreisen Jixi, She, Jingde und der Stadt Ningguo, in der Provinz Anhui sowie im Kreis Chun’an in der Provinz Zhejiang;
- Xiuning-Yixian (休宁-黟县), gesprochen in den Bezirken Tunxi und Huangshan, den Kreisen Xiuning, Yi und Qimen in der Provinz Anhui sowie im Kreis Wuyuan in der Provinz Jiangxi;
- Qimen-Dexing (祁门-德兴), gesprochen in den Kreisen Qimen und Dongzhi in der Provinz Anhui sowie Fuliang, Dexing und Wuyuan in der Provinz Jiangxi;
- Yanzhou (嚴州), gesprochen in den Kreisen Chun’an und Jiande in der Provinz Zhejiang;
- Jingde-Zhanda(旌德-占大), gesprochen in den Kreisen Jingde, Qimen, Shitai und Yi sowie in der Stadt Ningguo in der Provinz Anhui.

## Besonderheiten
Eine phonologische Besonderheit des Hui ist der massive Wegfall von Endvokalen (-i, -u) sowie die vermehrte Verwendung von Nasalen:
| Schriftzeichen | Bedeutung   | Hui (gesprochen in Tunxi) | Hochchinesisch (gesprochen in Peking) | Hochchinesisch (gesprochen in Peking) |
| -------------- | ----------- | ------------------------- | ------------------------------------- | ------------------------------------- |
| 燒 / 烧        | brennen     | /ɕiɔ/                     | /ʂɑu/                                 | shāo                                  |
| 柴             | Brennholz   | /sa/                      | /tʂʰai/                               | chái                                  |
| 綫 / 线        | Linie       | /siːɛ/                    | /ɕiɛn/                                | xiàn                                  |
| 張 / 张        | Blatt/Seite | /tɕiau/                   | /tʂɑŋ/                                | zhāng                                 |
| 網 / 网        | Netz        | /mau/                     | /wɑŋ/                                 | wǎng                                  |
| 檻 / 槛        | Schwelle    | /kʰɔ/                     | /kʰan/                                | kǎn                                   |

Bei vielen Varianten des Hui kommen Diphthonge mit einem höher und länger gesprochenen ersten Vokal vor. Zum Beispiel heißt in Xiuning 話 / 话 („Sprache“) /uːɜ/ (/xuɑ/ in Hochchinesisch) und 園 / 园 („Hof“) /yːɛ/ (Hochchinesisch: /yɛn/); in Yi heißt 結 / 结 „Knoten“ /tɕiːaʔ/ (Hochchinesisch: /tɕiɛ/) und 約 / 约 „Übereinkunft“ /iːuʔ/ (Hochchinesisch: /yɛ/). In einigen Gebieten wird dies ganz extrem betrieben. Zum Beispiel heißt in Likou im Kreis Qimen 飯 „(gekochter) Reis“ /fũːmɛ̃/ (Hochchinesisch: /fan/), wobei das gedehnte, nasalierte /ũː/ direkt in das /m/ übergeht.
Aufgrund der Nasalierung sind die letzten Vokale eines Wortes meist verschwunden. Hui verwendet zudem das /-n/ als Diminutiv-Endung. Zum Beispiel heißt 索 „Seil“ in Tunxi /soːn/ < /soʔ/ + /-n/.